# Mérida Open 2023 - Qualificazioni singolare
Le qualificazioni del singolare del Mérida Open 2023 sono un torneo di tennis preliminare per accedere alla fase finale della manifestazione disputate il 18 e 19 febbraio 2023. I vincitori dell'ultimo turno sono entrati di diritto nel tabellone principale. In caso di ritiro di uno o più giocatori aventi diritto a questi sono subentrati i Lucky loser, ossia i giocatori che hanno perso nell'ultimo turno ma che avevano una classifica più alta rispetto agli altri partecipanti che avevano comunque perso nel turno finale.

## Teste di serie
1. Varvara Gračëva (ultimo turno, lucky loser)
2. Anna Karolína Schmiedlová (primo turno)
3. Lesja Curenko (qualificata)
4. Laura Pigossi (ultimo turno)
5. Léolia Jeanjean (qualificata)
6. Diane Parry (primo turno)

1. Marina Bassols Ribera (primo turno)
2. Lucrezia Stefanini (ultimo turno)
3. Ėrika Andreeva (ultimo turno)
4. Emma Navarro (ritirata)
5. CoCo Vandeweghe (primo turno, ritirata)
6. Kimberly Birrell (qualificata)

## Qualificate
1. Kimberly Birrell
2. Ana Konjuh
3. Lesja Curenko

1. Elina Avanesjan
2. Léolia Jeanjean
3. Rebecca Peterson

## Lucky loser
1. Varvara Gračëva

## Tabellone

### Legenda
| - Q = Qualificato - WC = Wild card - LL = Lucky loser | - ALT = Alternate - SE = Special Exempt - PR = Protected Ranking | - w/o = Walkover - r = Ritirato - d = Squalificato |

### Sezione 1
|  | Primo turno | Primo turno       | Primo turno       | Primo turno | Primo turno |  |  | Ultimo turno | Ultimo turno     | Ultimo turno     | Ultimo turno | Ultimo turno |  |
|  |             |                   |                   |             |             |  |  |              |                  |                  |              |              |  |
|  | 1           | Varvara Gračëva   | Varvara Gračëva   | 6           | 6           |  |  |              |                  |                  |              |              |  |
|  | WC          | Emiliana Arango   | Emiliana Arango   | 1           | 2           |  |  | 1            | Varvara Gračëva  | Varvara Gračëva  | 3            | 3            |  |
|  |             | Elizabeth Mandlik | Elizabeth Mandlik | 4           | 3           |  |  | 12           | Kimberly Birrell | Kimberly Birrell | 6            | 6            |  |
|  | 12          | Kimberly Birrell  | Kimberly Birrell  | 6           | 6           |  |  |              |                  |                  |              |              |  |

### Sezione 2
|  | Primo turno | Primo turno               | Primo turno               | Primo turno | Primo turno |  |  | Ultimo turno | Ultimo turno   | Ultimo turno   | Ultimo turno | Ultimo turno |  |
|  |             |                           |                           |             |             |  |  |              |                |                |              |              |  |
|  | 2           | Anna Karolína Schmiedlová | Anna Karolína Schmiedlová | 1           | 2           |  |  |              |                |                |              |              |  |
|  |             | Aliona Bolsova            | Aliona Bolsova            | 6           | 6           |  |  |              | Aliona Bolsova | Aliona Bolsova | 2            | 3            |  |
|  |             | Ana Konjuh                | Ana Konjuh                | 7           | 7           |  |  |              | Ana Konjuh     | Ana Konjuh     | 6            | 6            |  |
|  | 7           | Marina Bassols Ribera     | Marina Bassols Ribera     | 5           | 5           |  |  |              |                |                |              |              |  |

### Sezione 3
|  | Primo turno | Primo turno        | Primo turno        | Primo turno | Primo turno |  |  | Ultimo turno | Ultimo turno       | Ultimo turno | Ultimo turno | Ultimo turno |  |
|  |             |                    |                    |             |             |  |  |              |                    |              |              |              |  |
|  | 3           | Lesja Curenko      | Lesja Curenko      | 6           | 6           |  |  |              |                    |              |              |              |  |
|  | WC          | Caroline Dolehide  | Caroline Dolehide  | 2           | 4           |  |  | 3            | Lesja Curenko      | 4            | 6            | 7            |  |
|  |             | María Carlé        | María Carlé        | 0           | 6(1)        |  |  | 8            | Lucrezia Stefanini | 6            | 3            | 5            |  |
|  | 8           | Lucrezia Stefanini | Lucrezia Stefanini | 6           | 7           |  |  |              |                    |              |              |              |  |

### Sezione 4
|  | Primo turno | Primo turno            | Primo turno            | Primo turno | Primo turno |  |  | Ultimo turno | Ultimo turno    | Ultimo turno | Ultimo turno | Ultimo turno |  |
|  |             |                        |                        |             |             |  |  |              |                 |              |              |              |  |
|  | 4           | Laura Pigossi          | Laura Pigossi          | 6           | 6           |  |  |              |                 |              |              |              |  |
|  | WC          | María Fernanda Navarro | María Fernanda Navarro | 4           | 3           |  |  | 4            | Laura Pigossi   | 6            | 1            | 3            |  |
|  |             | Nao Hibino             | 6                      | 3           | 3           |  |  | Alt          | Elina Avanesjan | 2            | 6            | 6            |  |
|  | Alt         | Elina Avanesjan        | 4                      | 6           | 6           |  |  |              |                 |              |              |              |  |

### Sezione 5
|  | Primo turno | Primo turno          | Primo turno    | Primo turno | Primo turno |  |  | Ultimo turno | Ultimo turno    | Ultimo turno | Ultimo turno | Ultimo turno |  |
|  |             |                      |                |             |             |  |  |              |                 |              |              |              |  |
|  | 5           | Léolia Jeanjean      | 7              | 1           | 6           |  |  |              |                 |              |              |              |  |
|  |             | Despoina Papamichaīl | 5              | 6           | 3           |  |  | 5            | Léolia Jeanjean | 5            | 6            | 6            |  |
|  | WC          | Lya Fernández        | Lya Fernández  | 1           | 0           |  |  | 9            | Ėrika Andreeva  | 7            | 4            | 4            |  |
|  | 9           | Ėrika Andreeva       | Ėrika Andreeva | 6           | 6           |  |  |              |                 |              |              |              |  |

### Sezione 6
|  | Primo turno | Primo turno      | Primo turno      | Primo turno | Primo turno |  |  | Ultimo turno | Ultimo turno     | Ultimo turno | Ultimo turno | Ultimo turno |  |
|  |             |                  |                  |             |             |  |  |              |                  |              |              |              |  |
|  | 6           | Diane Parry      | Diane Parry      | 1           | 65          |  |  |              |                  |              |              |              |  |
|  |             | Rebecca Peterson | Rebecca Peterson | 6           | 7           |  |  |              | Rebecca Peterson | 7            | 4            | 6            |  |
|  | Alt         | Carol Zhao       | 7                | 3           |             |  |  | Alt          | Carol Zhao       | 65           | 6            | 4            |  |
|  | 11          | CoCo Vandeweghe  | 6                | 0           | r           |  |  |              |                  |              |              |              |  |